# Лашкевич, Николай Алексеевич
Николай Алексеевич Лашкевич (6 июня 1856, Веркеевка, Стародубский уезд Черниговская губерния — 27 февраля 1918 года, Москва) — русский военачальник, генерал от инфантерии (1917).

## Биография
Выходец из малороссийской православной дворянской семьи польского происхождения (см. Лашкевичи). Родился в 1856 году в усадьбе Веркеевка, Стародубского уезда Черниговской губернии. Учился во Владимирской Киевской военной гимназии и 2-м Константиновском военном училище (1872—1874), откуда был выпущен подпоручиком в Лейб-гвардии Измайловский полк. 
В составе полка участвовал в Русско-турецкой войне 1877-78 годов. Был ранен в сражении при Горном Дубняке, но остался в строю. Участвовал в блокаде Плевны, переходе через Балканы, сражении при Ташкисене, взятии Софии. Поручик (1878).
Вскоре после окончания войны поступил в Николаевскую академию Генерального штаба, которую окончил в 1881 году по 1-му разряду, получив в ходе обучения академическую Леонтьевскую премию. С 1881 года служил в штабе Киевского военного округа. Подполковник (1884). 
В 1885 году был переведён на службу в Санкт-Петербург, в Главный штаб. Полковник (1889). 
В 1890—91 годах отбывал цензовое командование батальоном в Лейб-гвардии Егерском полку, после чего вернулся в Главный штаб. 
Генерал-майор (1899). Участвовал в Русско-японской войне, сперва в качестве начальника штаба 1-го армейского корпуса (командующий корпусом — барон Феофил Мейендорф), а затем — в качестве начальника 8-й Восточно-Сибирской стрелковой дивизии. Генерал-лейтенант (1906). 
В 1906—1913 годах был начальником 36-й пехотной дивизии.
За год до Первой мировой войны был назначен начальником 28-й пехотной дивизии (входила в состав 20-го армейского корпуса). Во главе дивизии участвовал в боях в Восточной Пруссии. В кровопролитном, но успешном для России сражении при Гумбиннене  28-я пехотная дивизия понесла огромные потери (104 офицера, 6945 нижних чинов, 8 орудий и 23 пулемета).
В начале 1915 года дивизия Лашкевича принимала участие в Зимнем мазурском сражении. В ходе этого сражения 20-й армейский корпус генерала П. И. Булгакова, в который входила дивизия Лашкевича ,в течение 10 дней пытался вырваться из окружения к Гродненской крепости, отбивая в заснеженных Августовских лесах атаки втрое превосходивших его по численности германских войск. После ожесточённых боёв 20-й корпус, израсходовав все боеприпасы, вынужден был сдаться, но несколько частей всё-таки смогли вырваться из окружения и пробиться к своим. Избежал попадания в плен и начальник 28-й дивизии Лашкевич.  Благодаря мужественному сопротивлению воинов 20-го корпуса, трём другим корпусам 10-й армии удалось избежать окружения и к концу февраля 1915 года отойти на новый рубеж обороны по линии Ковно — Осовец.
В ходе этих боев 20-й армейский корпус,  имел следующий состав и понёс следующие потери:

В пехоте: офицеров состояло 513, убыло 349; солдат состояло 35 505, убыло 27 998

В артиллерии: офицеров состояло 204, убыло 124; солдат состояло 9 311, убыло 5 701; орудий состояло 158, убыло 158— Каменский М. П. Гибель ХХ корпуса. — Пг.: Гиз, 1921.
.
За свои действия в ходе этих боев Лашкевич сперва был награждён Георгиевским оружием, однако затем, под давлением общественного мнения, был снят с должности и направлен командовать запасной бригадой в Иркутск. 
Имел награды вплоть до ордена Белого орла (1916), который был вручён ему уже после перевода на тыловую должность, с формулировкой «За отлично-ревностную службу и особые труды, вызванные обстоятельствами текущей войны».
В 1917 году был уволен в отставку с производством в генералы от инфантерии. 
В феврале 1918 года покончил жизнь самоубийством.

## Награды
- Орден Святой Анны 4 степени (1878)
- Орден Святого Станислава 3 степени с мечами и бантом (1878)
- Орден Святой Анны 3 степени  (1883)
- Орден Святого Станислава 2 степени (1888)
- Орден Святой Анны 2 степени (1892)
- Орден Святого Владимира 4 степени (1895)
- Орден Святого Владимира 3 степени (1898)
- Орден Святого Станислава 1 степени (1902)
- Орден Святой Анны 1 степени с мечами (1905)
- Орден Святого Владимира 2 степени (1909)
- Георгиевское оружие (1915)
- Орден Белого Орла (1916)

## Дальнейшее чтение
- Будберг А. П.. Из воспоминаний о войне 1914—1917 гг. Третья Восточно-Прусская катастрофа 25 янв. — 8 февр. 1915 г. — Сан-Франциско, 1930. — 64 с.
- Каменский М. П. Гибель ХХ корпуса. — Пг.: Гиз, 1921.
- Керсновский А. А.. История Русской Армии в 4-х томах. Том 4. 1915—1917 гг / Публ. В. Хлодовского; комм. С. Нелиповича. — М.: Голос, 1994. — Т. 4. — 368 с. — ISBN 5-7117-0014-6
- Розеншильд-Паулин А. Н. Гибель XX армейского корпуса в Августовских лесах: из дневника начальника дивизии // Военный сборник. Кн. 5. — Белград, 1924.
- Ротэрмель А. Разгром 20-го русского корпуса в Восточной Пруссии 7 — 17 февраля 1915 г. // Война и революция. — 1933. — Март — апрель; май — июнь.